# 越後南西部地震
越後南西部地震（えちごなんせいぶじしん）は、文亀元年12月10日（ユリウス暦1502年1月18日, グレゴリオ暦1月28日）に、新潟県南西部付近（東経138.2°、北緯37.2°）を震源として発生した地震。推定されるマグニチュードは6.5～7.0。

## 概要
1502年1月28日に本震が発生し、余震が5-6日続いた。越後国の国府（現上越市直江津）で被害が甚大。潰家及び死者多数。会津でも強くゆれたという。
新潟県、長野県境付近では、姫川に面した真名板山で山体崩壊が発生。葛葉峠や姫川本流に天然ダムが形成され、後日、破堤したものと考えられている。